# Camuesa Fina de Aragón
Camuesa Fina de Aragón es el nombre de una variedad cultivar de manzano (Malus domestica). Esta manzana está cultivada en la colección de la Estación Experimental Aula Dei (Zaragoza) con el número de accesión 3372. Es originaria de la Comunidad autónoma de Aragón, actualmente ha decaído su cultivo de interés comercial, en detrimento del cultivo de variedades selectas foráneas.

## Sinónimos
- "Manzana Camuesa Fina de Aragón".[5]

## Historia
'Camuesa Fina de Aragón' es de origen desconocido, se la considera autóctona de la comunidad autónoma de Aragón.
'Camuesa Fina de Aragón' está considerada incluida en las variedades locales autóctonas muy antiguas, cuyo cultivo se centraba en comarcas muy definidas. Se caracterizaban por su buena adaptación a sus ecosistemas y podrían tener interés genético en virtud de su adaptación. Se encontraban diseminadas por todas las regiones fruteras españolas, aunque eran especialmente frecuentes en la España húmeda. Estas se podían clasificar en dos subgrupos: de mesa y de sidra (aunque algunas tenían aptitud mixta).
'Camuesa Fina de Aragón' es una variedad clasificada como de mesa; difundido su cultivo en el pasado por los viveros comerciales y cuyo cultivo en la actualidad se ha reducido a huertos familiares y jardines privados.

## Características
El manzano de la variedad 'Camuesa Fina de Aragón' tiene un vigor medio; porte desplegado, con tamaño de las hojas pequeño; inicio de la floración precoz,  periodo de la floración larga, y época de recolección media; tubo del cáliz más bien estrecho, en forma de embudo con tubo que roza el eje del corazón, y con los estambres insertos por la mitad.
La variedad de manzana 'Camuesa Fina de Aragón' tiene un fruto de tamaño variable de mediano a grande; forma ancha globosa cónica, levemente rebajada en la parte superior, asimétrica, con contorno esférico irregular; piel fina, levemente grasa; con color de fondo verdoso, importancia del sobre color medio a bajo, color del sobre color rojo, distribución del sobre color en chapa/pinceladas, presentando una chapa en zona de insolación de tono rojizo sobre el cual aparecen pinceladas más intensas de color, acusa punteado abundante, pequeño, del color del fondo en la chapa y ruginoso en el resto, y con una sensibilidad al "russeting" (pardeamiento áspero superficial que presentan algunas variedades) medio; pedúnculo largo, fino, ensanchado en la parte superior, curvado y leñoso, anchura de la cavidad peduncular estrecha, profundidad cavidad pedúncular poco profunda, presenta chapa ruginosa que sobresale en los bordes, con borde con leves mamelones suavemente ondulado, y con una importancia del "russeting" en cavidad peduncular fuerte; anchura de la cavidad calicina relativamente ancha, profundidad de la cavidad calicina poco profunda, levemente fruncida en el fondo, borde ondulado con ligero acostillamiento, y con importancia del "russeting" en cavidad calicina débil; ojo de tamaño pequeño, cerrado; sépalos verdosos y partidos.
Carne de color verdoso; textura firme, jugosa; sabor acidez alta, y contenido en azúcares bajo; corazón bulbiforme, ancho, centrado; eje agrietado o cerrado; celdas grandes, planas, cartilaginosas, rayadas con suaves fibras lanosas; semillas pequeñas y de variada forma.
La manzana 'Camuesa Fina de Aragón' tiene una época de maduración y recolección media se lleva a cabo en otoño, entre septiembre y octubre. Se usa como manzana de mesa fresca, y en la cocina.